# Královna Viktorie (film, 1954)
Královna Viktorie, alternativně uváděn také pod českým názvem Mládí královny Viktorie, německy Mädchenjahre einer Königin, je rakouský komediální a romantický film z roku 1954 režiséra Ernsta Marischky s Romy Schneiderovou v hlavní roli. Jde o remake stejnojmenného německého snímku z roku 1936, královnu Viktorii zde hrála Jenny Jugo. Snímek pojednává zhruba o prvních dvou letech panování britské královny Viktorie od doby jejího nástupu na trůn až po její zásnuby s princem Albertem.

## Základní údaje
- scénář a režie: Ernst Marischka
- kamera: Bruno Mondi
- hudba: Anton Profes
- kostýmy: Leo Bei, Gerdago
- střih: Hermann Leitner
- zvuk: Otto Untersalmberger
- produkce: Karl Ehrlich
- délka: 114 minut
- produkční společnost: Erma-Film, Rakousko

## Děj
Děj filmu začíná v červnu roku 1837 v Kensingtonském paláci, den před nástupem královny Viktorie na trůn. Viktorie se učí, dvorní dámy háčkují a vévodkyně z Kentu píše dopis svému bratrovi, belgickému králi Leopoldovi I. Tuto rodinnou domácí idylu přeruší nečekaná návštěva. Král Leopold I. Belgický přijíží nečekaně přímo od královského dvora z Windsoru, kde právě umírá anglický král Vilém IV. Přiváží nečekanou novinu, mladá dívka, princezna Viktorie z Kentu (Romy Schneider) se již velice brzy stane britskou královnou. Viktorie nic netuší a král Leopold pověří její vychovatelku baronku Lehzenovou (Magda Schneiderová), aby Viktorii na tuto skutečnost opatrně připravila (zde ve velkém rozporu s historickými fakty). Sir John Conroy se snaží společně s její matkou vévodkyní z Kentu o pletichy. Časně ráno přijíždí královský komoří lord Conyngham a arcibiskup z Canterbury zvěstovat novinu, že Viktoriin strýc král Vilém zemřel. Viktoriina matka vévodkyně z Kentu se snaží novopečené královně Viktorii narychlo podstrčit list sira Johna Conroye, kterým má Viktorie odvolat dosavadní britskou vládu lorda Melbourna. Viktorie však Johna Conroye vykáže z paláce a požádá o samostatnou ložnici. Je kvůli tomu nucena čelit matčiným výčitkám, což ji rozpláče. Nevyspalá a rozrušená pak s listem v ruce usne v křesle v knihovně. Do Kensingtonského paláce se ráno dostaví předseda vlády vikomt Melbourne, aby vzdal hold nové královně a vyprosil si u ní důvěru. Odchází do knihovny, aby se poučil o průběhu slavnostního ceremoniálu, který Viktorii čeká před nejvyšší královskou radou; spicí Viktorie si zpočátku vůbec nevšimne. Po chvilce však zjistí, že mladá královna spí v křesle i s dopisem sepsaným na jeho odvolání. List si potají přečte a snaží se potichu z knihovny odejít tak, aby spící královnu nevyrušil ze spánku. Ta se však probudí a neznámého návštěvníka při odchodu zastaví. Oba se tak neformálně seznámí. Lord Melborne se k ní chová velmi zdvořile a galantně, Viktorie Conroyův list roztrhá a ponechá lorda Melbourna i s jeho vládou ve funkci. Poté spolu začnou nacvičovat nastávající ceremoniál, který je čeká před nejvyšší korunní radou. Ihned po ceremoniálu nastávají všední dny vládnutí. Viktorie touží po tom, aby věděla, co se děje, a chce si přečíst noviny, v čemž jí lord Melbourne brání. Nakonec se jí podaří obstarat si je vlastními silami. To, co si v nich dočte, ji však rozruší. Lord Melbourne začne plánovat její sňatek s jejím bratrancem koburským princem Albertem, kterého filmová Viktorie vůbec nezná (na rozdíl od historické skutečnosti). Proto se den před svými narozeninami (pravděpodobně jde o její 20. narozeniny v květnu 1839) vydává tajně a inkognito na zkušenou kočárem do Paříže pouze v doprovodu svého sluhy a kočího Georga a baronky Lehzenové. Na cestě k moři z Londýna do Doveru je však zastihne bouřka, v Doveru se provizorně ubytují v přístavním hostinci, v němž se shodou okolností ubytoval i princ Albert, který také přijíždí inkognito na oslavu Viktoriiných zítřejších narozenin a dosud vůbec netuší , že se má stát manželem anglické královny Viktorie. Oba mladí lidé se v hostinci náhodně seznámí při zatápění v krbu, aniž jeden nebo druhý tuší, o koho jde. Sejdou se pak znovu společně u večeře. Princ Albert využije faktu, že s ním do Anglie na oslavu královniných narozenin na podkladě pozvání lorda Melbourna cestuje i rakouský hudební skladatel Johann Strauss, a naučí Viktorii přímo v hostinci tehdy moderní valčík. Okamžitě se do neznámé dívky zamiluje a odmítne jet do Londýna za Viktorii. Jeho společník a vychovatel profesor Landmann musí zasáhnout a princovo inkognito královně úmyslně prozradí. Ta je princem zcela unesena, a proto se uvolí ihned se z Doveru vrátit do Londýna. Celé tajemství je prozrazeno druhý den na oslavě královniných narozenin, kdy se Viktorie s Albertem opět setkají, tentokrát už oficiálně. Oba spolu opět tančí valčík a také se poprvé pohádají. Následujícího dne přijde Albert Viktorii navštívit, ona však řeší závažnou otázku, proč jsou na zámku špinavá okna a je zde zima, neboť v krbu nehoří oheň. Film končí vzájemným usmířením, návrhem na sňatek a prvním vzájemným polibkem.

## Hrají
- Romy Schneider (princezna Viktorie z Kentu, pozdější královna Viktorie)
- Magda Schneiderová (baronka Louisa Lehzenová, guvernantka a vychovatelka princezny Viktorie z Kentu, pozdější důvěrnice a sekretářka královny Viktorie)
- Adrian Hoven (princ Albert Sasko-Kobursko-Gothajský, bratranec a manžel královny Viktorie)
- Karl Ludwig Diehl (Lord Melbourne, britský politik a premiér britské vlády v době Viktoriina nástupu na trůn)
- Christl Mardayn (princezna Viktorie Sasko-Kobursko-Saalfeldská, vévodkyně z Kentu, matka královny Viktorie)
- Paul Hörbiger (profesor Landmann, učitel a cestovní společník prince Alberta)
- Rudolf Vogel (královnin sluha George)
- Fred Liewehr (belgický král Leopold I. Belgický, strýc královny Viktorie, bratr její matky)
- Alfred Neugebauer (lord Conyngham)
- Otto Tressler (arcibiskup z Canterbury)
- Stefan Skodler (sir John Conroy, přítel a správce domu Viktoriiny matky, Vévodkyně z Kentu)
- Peter Weck (princ Henry Oranžský)
- Rudolf Lenz (ruský velkokníže Alexander)
- Hans Thimig (děkan, učitel princezny Viktorie)
- Elisabeth Epp (lady Flora Hastingsová, dvorní dáma vévodkyně z Kentu)
- Hilde Wagener (lady Littletonová, dvorní dáma vévodkyně z Kentu)
- Helene Lauterböck (lady Lansdowne, dvorní dáma vévodkyně z Kentu)

## České znění
- Zora Böserlová
- Aranka Lapešová
- Ladislav Lakomý (Lord Melbourne)
- Ludmila Slancová
- Ladislav Běhůnek
- Jiří Brož
- Jaroslav Dufek
- Aleš Jarý
- Jiřina Prokšová
- Rudolf Kokeš
- Jiří Dušek
- Maxmilian Hornyš
- Zdeněk Dvořák
- Ladislav Cigánek
- Olga Hegerová
- Drahomíra Hofmanová
- Milan Horský